# Sigur Rós
Sigur Rós je islandska post-rock skupina, koja u svojoj glazbi koristi elemente klasične glazbe i minimalizma. Skupina je poznata po specifičnom načinu pjevanja i glasu pjevača Jón Þór (Jónsi) Birgissona.

## Povijest sastava

### Von(1997.) ivon brigði(1998.)
Jón Þór (Jónsi) Birgisson (gitara i vokali), Georg Hólm (bas-gitara) i Ágúst Ævar Gunnarsson (bubnjevi) osnovali su sastav u Reykjavíku u kolovozu 1994. Sastav je dobio ime po Jónsijevoj mlađoj sestri Sigurrós (u prijevodu na hrvatski, ime bi značilo "Pobjednička ruža"), koja se rodila na isti dan kada je i sam sastav osnovan. Uskoro su potpisali i ugovor s lokalnom producentskom kućom "Bad Taste".
1997. godine izdali su svoj prvi album Von (u prijevodu znači "Nada"), i 1998. godine remiks istog albuma Von brigði. Ime remiks albuma je islandska igra riječima: Vonbrigði znači "razočaranje", ali Von brigði znači "varijacije Von-a". Iste godine sastavu se priključio i Kjartan Sveinsson na klavijaturama. Kjartan je jedini glazbeno obrazovan član sastava, te je značajno doprinio unošenjem orkestralnih i gudačkih elemenata u njihovu glazbu na kasnijim albumima.

### Ágætis byrjun(1999.)
Prvi album koji je postigao uspjeh izvan granica Islanda bio je Ágætis byrjun ("Dobar početak"). Glas o ovom albumu brzo se proširio i uskoro je od strane kritičara bio istaknut kao jedan od najboljih albuma tog vremena. U to vrijeme sastav je svirao kao potpora poznatijim sastavima kao što je Radiohead. Dvije pjesme s ovog albuma i još jedna neizdana, "Ágætis byrjun", "Svefn-g-englar" i "Njósnavélin", pojavile su se na filmu Camerona Crowa Vanilla Sky. 
Nakon izdavanja Ágætis byrjuna, sastav je postao poznat po Jónsievom karakterističnom načinu sviranja električne gitare gudalom, kreirajući na taj način neobičan i fluidan zvuk električne gitare.

### Rímur(2001.)
2001. godine sastav je krstio svoj novi album snimanjem EP-a s islandskim ribarom Steindórom Andersenom. Na EP-u se nalazi 6 pjesama, i na svima Steindór Andersen recitira tradicionalnu islandsku poeziju koja se naziva rímur. Posljednja pjesma s albuma, "Lækurinn", je duet sa Sigurður Sigurðarson. 1000 kopija EP-a bile su prodane na proljetnoj turneji 2001.

### ( )(2002.)
Bubnjar Ágúst napustio je sastav nakon snimanja Ágætis byrjuna i zamijenio ga je Orri Páll Dýrason. 2002. godine izdali su dugo očekivani album ( ). Sve pjesme s ovog albuma bile su bez imena, iako je sastav naknadno na njihovoj službenoj stranici objavio imena tih pjesama. Isto tako, pjesme nisu na islandskom, već na izmišljenom jeziku koji se naziva Vonlenska (na engleskom "Hopelandic"), jeziku koji se sastoji od slogova bez nekog značenja, a povezan je s fonologijom islandskog jezika. Prema riječima članova sastava, slušatelj bi trebao sam na temelju svojeg osobnog doživljaja pjesama imenovati i pjesme i album (zbog toga ( )).

### Takk...(2005.)
Njihov četvrti po redu album Takk... (na hrvatskom "Hvala..."), nosi karakterističan zvuk s njihovog drugog albuma sa strukturom koja je bliža rocku, te je osjetna veća upotreba gitara. Album je objelodanjen u rujnu 2005. godine. Singlovi s ovog albuma bili su "Hoppípolla", "Sæglópur" i "Glósóli". Nakon svjetske turneje 2006. godine, sastav se vraća na Island, te su tijekom srpnja i kolovoza održali turneju po Islandu. Svi koncerti bili su nenajavljeni i snimke s tih koncerata nalaze se na njihovom filmu Heima.

### HeimaiHvarf-Heim(2007.)
Hvarf-Heim izašao je 5. studenog 2007. godine, i sadrži studijske verzije do sada neizdanih pjesama — "Salka", "Hljómalind"  (poznatija kao "Rokklagið"), "Í Gær"  i "Von" —, na Hvarf-u, i skustične verzije pjesama: "Samskeyti", "Starálfur", "Vaka", "Ágætis Byrjun", "Heysátan"  and "Von", na Heim-u. 
Na isti dan izašao je i Heima, uživo DVD s njihove islandske turneje. 
Promocija i prikazivanje filma bilo je popraćeno kratkim koncertom sastava, na kojem su izvodili akustične verzije pjesama s Hvarf-Heima.

### Með suð í eyrum við spilum endalaust(2008.) do danas
Peti studijski album sastava je Með suð í eyrum við spilum endalaust, snimam je s producentom Floodom u Reykjavíku i izašao je 23. lipnja 2008. godine. Album je donio neke promjene u odnosu na njihove prijašnje uratke, na pjesmama ima manje gudačkih instrumenata i veći je udio gitara. Na ovome albumu se nalazi i prva pjesma koju su snimili na engleskom jeziku "All Alright", dok su sve ostale pjesme na islandskom, izuzev pjesme "Festival" na kojoj Jónsi koristi izmišljeni jezik Vonlenska. 
Prva pjesma s ovog albuma koju je sastav izdao bila je "Gobbledigook", pjesma se mogla besplatno skinuti sa službene stranice sastava, a pjesmu je popratio i glazbeni video. 
8. lipnja cijeli album mogao se preslušati na službenoj stranici i na Last.fm-u.

## Vonlenska
Vonlenska je pojam koji se koristi za opis načina pjevanja Jón Þór (Jónsi) Birgissona. Ime je nastalo od naziva pjesme "Von", koja se nalazi na debitantskom albumu sastava, i u kojoj je taj način pjevanja prvi put korišten.   
Vonlenska nije pravi jezik kojim se koriste ljudi, jer nema gramatičku strukturu te riječi nemaju značenja, niti se one mogu razlikovati. Karakteriziraju ga emotivno nabijeni slogovi i fonemi. Sastav ga opisuje kao jezik koji pristaje sviranoj glazbi jer se glas koristi kao jedan od instrumenata. Većina slogova koje Jónsi pjeva ponavljaju se više puta u pjesmi, a u slučaju ( ) albuma, ponavljaju se u cijelom albumu. 

### Pjesme na izmišljenom jeziku Vonlenska
- Album Von:
  - "Von"

- Album Ágætis byrjun:
  - "Olsen Olsen"
  - "Ágætis byrjun" (Na kraju pjesme)

- Album ( ):
  - Vonlenska korišten na cijelom albumu.

- Album Takk...:
  - "Hoppípolla"
  - "Sé lest"
  - "Sæglópur" (Islandski na početku i kraju; ostalo Vonlenska)
  - "Mílanó"
  - "Gong"
  - "Andvari"

- Album Hvarf
  - "Salka"
  - "Hljómalind"
  - "Í Gær"
  - "Von"
  - "Hafsól"

- Album Heim
  - "Vaka"
  - "Ágætis byrjun"
  - "Von"

- Album "Með suð í eyrum við spilum endalaust":
  - "Festival"
  - "Ára bátur"
  - "Fljótavik" (Na kraju pjesme)
  - "All Alright" (Na kraju pjesme)

- Ostale pjesme
  - "Fönklagið"
  - "Gítardjamm"
  - "Nýja Lagið"
  - "Heima" [DVD verzija]

## Diskografija

### Studijski Albumi
- Von (1997.)
- Ágætis byrjun (1999.)
- ( ) (2002.)
- Takk... (2005.)
- Með suð í eyrum við spilum endalaust (2008.)
- Valtari (2012.)
- Kveikur (2013.)
- Átta (2023.)

### Kompilacijski Albumi
- Hvarf-Heim (2007.)

### Remiks Albumi
- Von brigði (1998.)

### EP
- Rímur (2001.)
- Ba Ba Ti Ki Di Do (2004.)

### Filmska Glazba
- Angels of the Universe (2000.)
- The Loch Ness Kelpie (2004.)
- Hlemmur (2003.)

### Ostalo
- Hrafnagaldr Óðins (2004.)

### Filmovi
- Heima (2007.)

## Vanjske poveznice
- Službena stranica
- Fansite
- Last.fm-Sigur Ros
- terapija.net - Heima
- Monitor recenzija - ( )  Arhivirana inačica izvorne stranice od 24. travnja 2008. (Wayback Machine)
- Heima Film Site  Arhivirana inačica izvorne stranice od 22. kolovoza 2008. (Wayback Machine)